# Dia do Bibliotecário
No Brasil, o Dia do Bibliotecário, foi instituído pelo Decreto nº 84.631, de 9 de abril de 1980, a ser comemorado em todo o território nacional a 12 de março, data do nascimento do bibliotecário, escritor e poeta, Manuel Bastos Tigre.
Engenheiro e bibliotecário por vocação Manuel Bastos Tigre, nasceu em 1882. Formou-se em Engenharia, e em 1906 resolveu fazer aperfeiçoamento em eletricidade, no Estados Unidos. Uma vez lá, conheceu o bibliotecário Melvil Dewey, que instituiu o Sistema de Classificação Decimal. Esse encontro foi decisivo na sua vida, porque, em 1915, aos 33 anos de idade, largou a engenharia para trabalhar com a biblioteconomia.
Considerado o primeiro bibliotecário concursado do Brasil, prestou concurso para ingressar no Museu Nacional do Rio de Janeiro como bibliotecário e assim se classificou em primeiro lugar, com o estudo sobre a Classificação Decimal. Transferido, em 1945, para a Biblioteca Nacional, ficou até 1947, assumindo depois a direção da Biblioteca Central da Universidade do Brasil, na qual trabalhou, mesmo depois de aposentado, junto ao reitor da instituição.
Manuel Bastos Tigre trouxe grande contribuição social e cultural para o Brasil, por isso, a data de seu nascimento celebra o dia daqueles que comungam o mesmo objetivo: disseminar informação e conhecimento a fim promover o desenvolvimento cultural e social do país.